# Diasporus anthrax
Diasporus anthrax é uma espécie de anfíbio  da família Eleutherodactylidae.
É endémica da Colômbia.
Os seus habitats naturais são: florestas subtropicais ou tropicais húmidas de baixa altitude e regiões subtropicais ou tropicais húmidas de alta altitude.